# Houstonhiphop
Houstonhiphop is een rapstijl afkomstig uit Houston in Texas.
In de jaren tachtig werd het populair door de Geto Boys, een groep bestaand uit Scarface, Willie D en Bushwick Bill. Eind jaren negentig waren het vooral rappers van de Screwed Up Click die actief waren, zoals Lil' Keke, Big Pokey, Fat Pat, Z-Ro, E.S.G., Big Moe, Mr. 3-2, Lil' Flip en H.A.W.K.. Houstonhiphop stond vooral bekend om de chopped-and-screwedmuziek, uitgevonden door DJ Screw. Erg veel nationaal succes – na de Geto Boys – was er niet. Maar in de 21e eeuw werden rappers uit Houston ook bekend buiten het zuiden van de Verenigde Staten. Niet alleen rappers uit het zuiden van Houston, maar ook rappers uit het noorden van de stad werden bekend, zoals Paul Wall, Magno, Slim Thug, Lil' Mario, Mike Jones en Chamillionaire, die een nummer 1-hit had met Ridin'.

## Relevante artiesten met een artikel op Wikipedia
- Assholes By Nature
- Big Pokey
- Bun B[1]
- Chamillionaire
- Devin The Dude
- Fat Pat
- Geto Boys
- H.A.W.K.
- Lil' Flip
- Lil' Keke
- Paul Wall
- Pimp C[1]
- Scarface
- Slim Thug
- Trae
- Z-Ro